# Powszechny Zakład Ubezpieczeń
Powszechny Zakład Ubezpieczeń (PZU) ist ein börsennotierter polnischer Versicherungs- und Finanzdienstleistungskonzern mit Sitz im PZU Tower in Warschau.
Die Wurzeln des Unternehmens reichen bis ins Jahr 1803 zurück, als die erste Versicherung auf polnischem Boden gegründet wurde. 1952 wurde ihr in der Volksrepublik Polen das Monopol zuerkannt.
Im Lebensversicherungsgeschäft erreicht der PZU-Konzern in Polen einen Marktanteil von 45,6 %; bei Kraftfahrzeugversicherungen 34,3 %, sowie bei sonstigen Sach- und Personenversicherungen 32,1 %.:53 Neben dem polnischen Heimatmarkt ist das Unternehmen zudem auch im Baltikum und in der Ukraine aktiv.:50
Die Aktie des Unternehmens wird seit dem 12. Mai 2010 an der Warschauer Wertpapierbörse gehandelt und ist seit dem 15. Mai desselben Jahres in deren Leitindex WIG 20 enthalten; sowie seit der Einführung des WIG 30 im Jahr 2013 auch in letzterem.

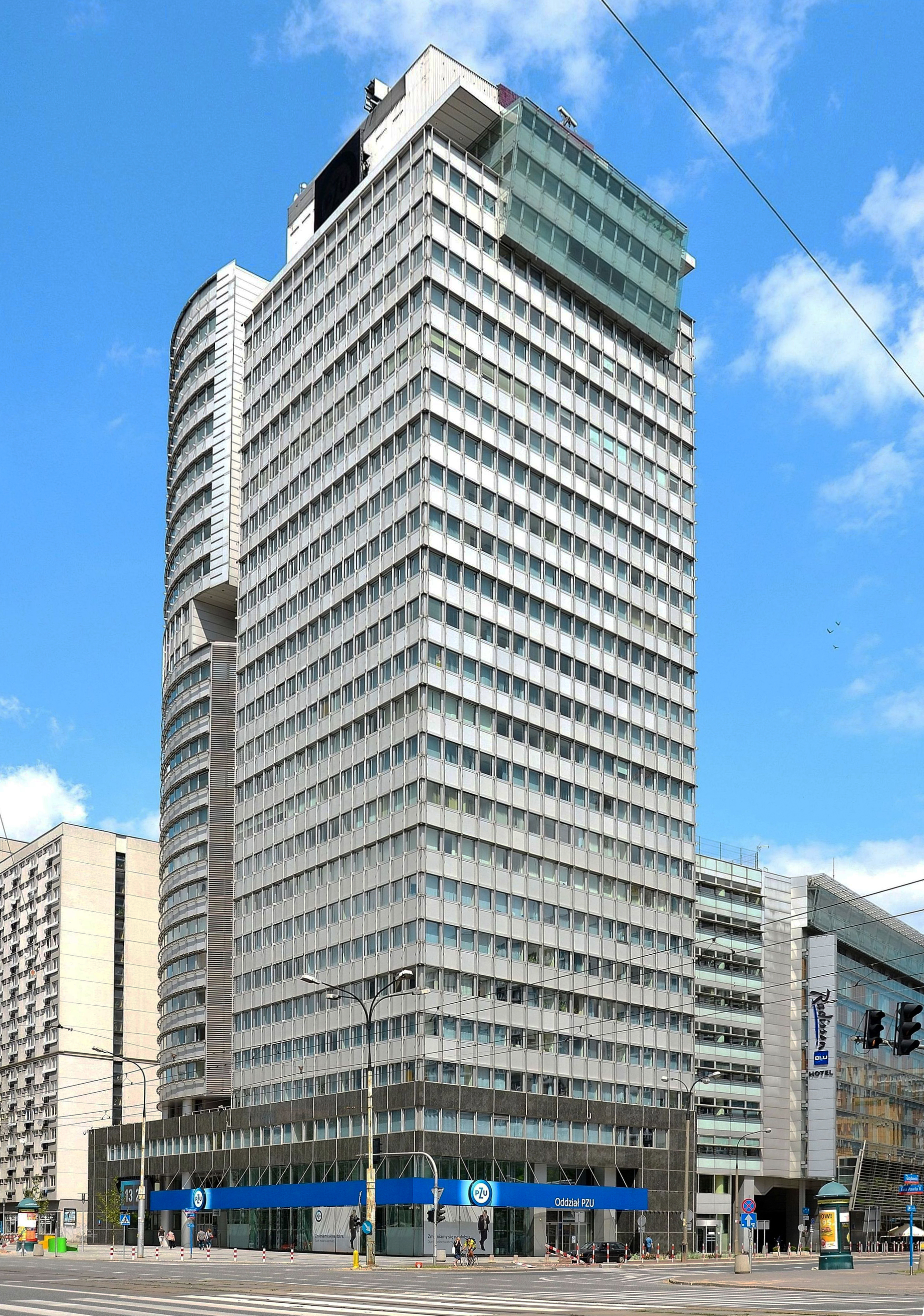
Konzernzentrale: der PZU Tower in Warschau

## Privatisierung
Seit 1998 erfolgte die Privatisierung des Unternehmens. Am 5. November 1999 wurden vom polnischen Ministerium für Staatsvermögen 30 % der PZU-Aktien an private Investoren veräußert. Davon gingen 20 % an den niederländischen Investor Eureko BV mit Sitz in Amsterdam sowie 10 % an die BIG Bank Gdański SA in Danzig. Im Jahr 2000 wurden weitere 15 % der PZU-Aktien kostenlos an die Mitarbeiter vergeben. Empfangsberechtigt waren 19.395 Personen. Am 4. Oktober 2001 vereinbarten PZU-Vorstand und das Ministerium für Staatsvermögen, dass weitere 21 % der Aktien an Eureko verkauft werden, sobald PZU an die Börse gebracht worden ist, was nicht später geschehen sollte. Als weitere Bedingung wurde gefordert, dass das polnische Innenministerium den Verkauf weiterer Anteile genehmigt. Obwohl Eureko diese Bedingungen erfüllte, brach das Ministerium für Staatsvermögen unter häufigen Ministerwechseln den Vertrag, worauf Eureko eine Klage gegen das Ministerium erhob. Regierungen unterschiedlicher politischer Ausrichtung waren jahrelang unfähig, sich mit Eureko BV zu einigen.
Seit dem 12. Mai 2010 wird das Unternehmen an der Warschauer Wertpapierbörse notiert.

## Gesellschaften
- Powszechny Zakład Ubezpieczeń SA (dominierende Gesellschaft)
- Powszechny Zakład Ubezpieczeń na Życie SA (Lebensversicherung)
- Powszechne Towarzystwo Emerytalne PZU SA (Rentenversicherung)
- Towarzystwo Funduszy Inwestycyjnych PZU SA
- PZU Tower Sp. z o.o.
- PZU Centrum Informatyki Grupy PZU SA (Informatik-Zentrum)
- UAB DK PZU Lietuva (Tochtergesellschaft in Litauen)
- OJSC IC PZU Ukraine

## Vorstandsvorsitzende ab 1990
- Anatol Adamski (1988?–1990)
- Krzysztof Jarmuszczak (1990–1993)
- Roman Fulneczek (1993–1996)
- Jan Monkiewicz (September 1996–Dezember 1997)
- Władysław Jamroży (Dezember 1997–2000)
- Jerzy Zdrzałka (30. Juni 2000–9. Januar 2001)
- Władysław Bartoszewicz (2001–2001)
- Marek Mroczkiewicz (2001–2001)
- Zygmunt Kostkiewicz April (2001–2002)
- Zdzisław Montkiewicz (2002–Juni 2003)
- Cezary Stypułkowski (Juni 2003–2. Juni 2006)
- Piotr Kowalczewski (2. Juni 2006–8. Juni 2006)
- Jaromir Netzel (8. Juni 2006–31. August 2007)
- Beata Kozłowska-Chyła (31. August 2007–4. September 2007)
- Agata Rowińska (4. September 2007–14. Dezember 2007)
- Andrzej Klesyk (14. Dezember 2007–8. Dezember 2015)
- Michał Krupiński (19. Januar 2016–22. März 2017[6])
- Marcin Chludziński (22. März 2017–12. April 2017)
- Paweł Surówka (13. April 2017[7]–12. März 2020[8])
- Beata Kozłowska-Chyła (seit 13. März 2020)[8]

## Aktie und Aktionariat
Das Grundkapital der Gesellschaft beträgt 86.352.300 Złoty und verteilt sich auf 863.523.000 Inhaberaktien der Serien A und B zum Nennwert von je 10,00 Złoty.:160
| Aktionär                                               | Anzahl gehaltener Aktien | Anteil am Grundkapital | Stimmrechtsanteil |
| ------------------------------------------------------ | ------------------------ | ---------------------- | ----------------- |
| Polnischer Staat                                       | 295.217.300              | 34,1875 %              | 34,1875 %         |
| von Nationale Nederlanden PTE verwaltete Pensionsfonds | 44.260.638               | 5,1526 %               | 5,1526 %          |
| Streubesitz                                            | 524.045.062              | 60,6869 %              | 60,6869 %         |